# Bandar Lengeh Airport
Bandar Lengeh Airport är en flygplats i Iran. Den ligger i den södra delen av landet, 1 100 km söder om huvudstaden Teheran. Bandar Lengeh Airport ligger 20 meter över havet.
Terrängen runt Bandar Lengeh Airport är platt. Havet är nära Bandar Lengeh Airport åt sydost. Närmaste större samhälle är Bandar-e Lengeh, 6,2 km nordost om Bandar Lengeh Airport. 